# Kitenge Kitengewa
Kitenge Kitengewa (ur. 27 czerwca 1962) – bokser z Zairu (obecnie Demokratyczna Republika Konga), uczestnik Letnich Igrzysk Olimpijskich 1984. 
Podczas igrzysk w Los Angeles, startował w wadze półśredniej. W pierwszej rundzie miał wolny los. W drugiej trafił na boksera lesotyjskiego, którym był Lefa Tsapi. Kitengewa wygrał przez RSC w pierwszej rundzie (w 2 minucie i 10 sekundzie). Kolejnym rywalem był Dwight Frazer z Jamajki. Tym razem Kitengewa przegrał 2-3 i odpadł z rywalizacji.